# Associação Cristã de Moços
Young Men's Christian Association (YMCA) é uma organização fundada em 6 de junho de 1844, em Londres por um jovem chamado George Williams. Podendo ser traduzido como Associação Cristã de Moços (usando a sigla "ACM"), que é também hoje o nome do seu ramo brasileiro. Na ocasião da sua fundação, o objetivo era oferecer aos jovens que chegavam em Londres trabalho, uma opção à vida nas ruas, e incentivar a prática de princípios cristãos, através de estudos bíblicos e orações. A organização é considerada a mais antiga instituição de caridade para jovens do mundo.
A proposta da YMCA era incomum à época, pois propunha uma ruptura nas rígidas separações entre denominações cristãs e classes sociais que definiam a sociedade inglesa de então. Esta abertura tornar-se-ia uma distinção a caracterizar a associação, disposta à inclusão de qualquer homem, mulher, ou criança, independentemente de raça, religião ou nacionalidade. A ênfase no contato social também foi desde o início uma característica da associação.
Desde 1884, a YMCA tem se espalhado pelo mundo, contando com cerca de 60 milhões de associados em 120 federações nacionais afiliadas à "World Alliance of YMCAs" (Aliança Mundial das ACMs). Durante todo esse período, a Associação Cristã de Moços contabilizou importantes conquistas e ações de destaque em prol da humanidade, como dois prêmios Nobel da Paz e um assento no Conselho de Desenvolvimento Econômico e Social da Organização das Nações Unidas (ONU); a Cruz Vermelha Internacional, que nasceu dentro da ACM; introduziu a Ginástica Calistênica; foi a primeira entidade no mundo a reconhecer que o lazer é uma necessidade fundamental do ser humano; mostrou-se pioneira ao criar os esportes olímpicos Basquete e Vôlei, e também o Futsal; e se tornou um celeiro de ilustres personagens e líderes em diversas áreas.

## Fundação e desenvolvimento

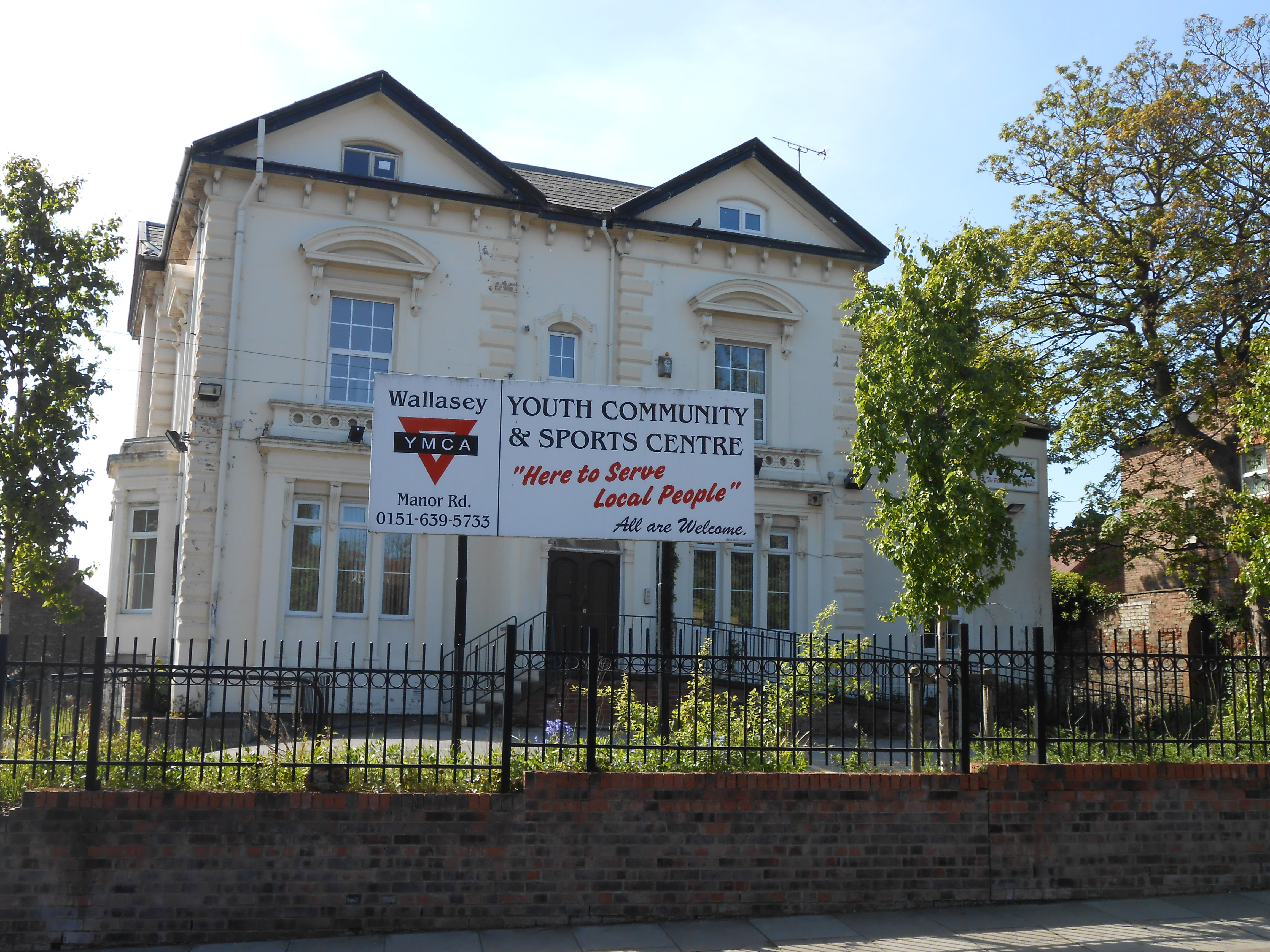
Um prédio da Associação Cristã de Moços no Reino Unido.

Da fundação, em 6 de junho de 1844, rapidamente o movimento se expandiu pela Europa. Em 1845, a YMCA já possuía uma sede própria em Londres, com um local atraente e um secretário profissional, T. H. Tarlton, para organizar a sede e promover uma série de programas que iam dos estudos bíblicos e aulas de línguas estrangeiras até sala de banhos e início de atividades de educação física.
Em 1849, foi necessário conseguir um local mais amplo, onde se organizou uma biblioteca, sala de leitura e salas de aulas, onde se ministravam cursos para os empregados associados.
Quando, em 1850, houve em Londres a Grande Exposição Mundial da Indústria, da qual participaram pessoas de todo o mundo, a YMCA organizou um plano de atividades espirituais e culturais para os visitantes. Foram organizados 550 reuniões públicas para jovens e um grande número de conferências sobre tópicos religiosos, no Exeter Hall; também foram distribuídos aos participantes 362 mil folhetos explicativos sobre o trabalho da instituição.
Como resultado, em 1851, fundaram-se as YMCA de Montreal e Boston. Nesse mesmo ano de 1850, George Williams mudou-se temporariamente para Paris, onde veio o interesse de se fundar uma YMCA.
Mais tarde, a partir de 1851, havia YMCA em países tão distintos quanto Holanda, Índia, Austrália, Estados Unidos e Alemanha.
Em agosto de 1855, resolveu-se realizar a Primeira Conferência Mundial, dela participaram as YMCA da Inglaterra, Holanda, Estados Unidos, França, Canadá, Bélgica e Alemanha. Durante o encontro, precisamente no dia 22 de agosto, é aprovada a "Base de Paris", linha filosófica das YMCA em todo o mundo.
Em 1856, a YMCA cumpriu um importante papel no auxílio aos soldados durante a Guerra Civil dos Estados Unidos da América.
Após conferência com o presidente Abraham Lincoln, a YMCA organizou seus voluntários para distribuição de medicamentos e alimentos para os beligerantes. Entre outras ações, a YMCA Chicago organizou um livro de hinos para os soldados.
Na IX Conferência Mundial, em 1881, em Londres, foi aprovado o emblema da YMCA. O círculo lembra a ação da YMCA nos cinco continentes. Ao centro o monograma de Cristo, com as letras XI e RO do alfabeto grego (XP), simbolizando a base da YMCA: a vida, personalidade, ensino e obra de Cristo. No centro, a Bíblia aberta no evangelho segundo João, capítulo 17, versículo 21: “Para que todos sejam um”.
Em 1885, J. Gardner Smith, da Browery Branch, YMCA de Nova Iorque, inicia o Corpo de Líderes para jovens do Departamento de Educação Física.
Também nesse ano, cria-se o primeiro acampamento com instalações definitivas para finalidades educativas nos Estados Unidos. A YMCA é pioneira nos acampamentos com finalidades educativas, sendo organizado pela primeira vez por Peter Haerem, dirigente da YMCA da Noruega, no ano de 1866. Na América Latina, o primeiro acampamento foi organizado pela ACJ de Buenos Aires, em 1903.
Em 1891, o professor James Naismith, instrutor da YMCA Springfield College, inventou o Basquetebol para ser praticado como esporte de inverno. No ano de 1892, Naismith publica pela primeira vez as regras oficiais do esporte que passou, no ano de 1936, a ser modalidade olímpica.
Em 1893, Myron Clark, no dia quatro de julho, funda a primeira ACM da América Latina, no Brasil, na cidade do Rio de Janeiro. Em 1894, é celebrado o primeiro cinquentenário da YMCA, o número de associações existentes era de 5.109 e o número de associados de 456.142. Em 1895, William Morgan, diretor do Departamento de Educação Física da YMCA Holyoke, Massachussetts, cria o Voleibol, que teve o objetivo inicial de servir de exercício recreativo para desportistas. O Voleibol tornou-se esporte olímpico no ano de 1964.
Em 1901, Henri Dunant, um dos fundadores da YMCA, recebe o primeiro Prêmio Nobel da Paz, pela fundamental importância na criação da Cruz Vermelha Internacional, na Convenção de Genebra, em 1864. Dunant foi dirigente da YMCA de Genebra e teve grande participação na elaboração da Base de Paris. No dia 23 de dezembro de 1902, é fundada a ACM de São Paulo. Em 1905, é celebrado em Paris, o jubileu de ouro da Aliança Mundial e da Base de Paris.
Em 1906, o número de associações existentes passa para 7 773 e o número de associados para 722 mil.
A YMCA também teve participação importante na Primeira Guerra Mundial (1914-1918). Logo após a deflagração dos combates, a YMCA mobilizou seus voluntários em todo o mundo. As ações incluíram arrecadação de fundos de guerra, distribuição de alimentos para populações atingidas e trabalhos de recreação e lazer com prisioneiros. Só nas YMCA dos Estados Unidos, foram arrecadados mais de cinco milhões de dólares em fundo de guerra. Estima-se que o trabalho da YMCA tenha atingido mais de seis milhões de pessoas na Europa, Ásia e África. Durante o período das duas grandes guerras mundiais, cerca de mil veículos “Carros de Chá”, circularam pela Europa auxiliando populações atingidas pelas guerras.
Em 1930, o diretor da Seção de Educação Física Infantil da ACJ de Montevidéu, Juan Carlos Ceriani, cria o Futebol de Salão, motivado pela Copa do Mundo de Futebol ganha pelo Uruguai, sendo concebido para ser praticado em ambiente fechado durante o ano todo. Em 1933, por solicitação do Instituto Técnico da Confederação Latino-Americana das ACM, foram publicadas as primeiras regras do novo esporte.
Em 1944, lamentavelmente, em razão da Segunda Guerra Mundial, as comemorações do primeiro centenário da YMCA são suspensas. Todavia, a YMCA já contava com 10 mil associações e cerca de 2 milhões de associados.
Em 1946, em homenagem ao trabalho desenvolvido pela ACM no período de guerras, John Raleigh Mott, líder acemista, recebe o Prêmio Nobel da Paz.
Hoje, aos 160 anos de atividades em todo o mundo, o ideal e a missão da Instituição não mudaram. As grandes transformações do mundo moderno não modificaram as bases fundamentais do trabalho da YMCA.
Os dados mais recentes da Aliança Mundial contabilizam um total de 14 mil associações locais em 120 países com 45 milhões de membros.

## O fundador
Sir George Williams (Somerset, 11 de outubro de 1821 – Londres, 6 de novembro de 1905) foi um filantropo e empresário britânico.
Williams nasceu em 11 de outubro de 1821 em uma granja no condado de Somerset (Inglaterra). Até os 15 anos, viveu no campo com sua família, dedicado aos trabalhos rurais como seus irmãos. Desde cedo George Williams não se mostrou apto para as atividades no campo mesmo assim demorou muito tempo para se dar conta de que estava bastante desorientado frente à vida. Durante essa época o jovem de 15 anos enfrentou sérios problemas de ordem moral e espiritual a respeito do seu destino. Toda essa efervescência pessoal culminou na sua conversão à Igreja Congregacionalista, onde se tornou um ativo participante da escola dominical e iniciou um movimento de evangelização de companheiros de trabalho, celebrando em sua casa reuniões de estudos bíblicos.
Em 1841, George Williams decide ir a Londres e consegue um emprego na loja de tecidos Hitchcok & Rogers, com um salário de cerca de US$ 200,00 por ano, ou seja, somente US$ 0,55 por dia. Nessa loja, George Williams, encontrou outros 140 funcionários que tinham uma história de vida muito parecida com a sua: jovens, pobres, vindos do campo para a cidade em busca de emprego e sem opções de diversão, educação, etc.
Essa situação levou George Williams a refletir sobre o desenvolvimento sadio de pessoas que viviam expostas a tais condições. Ainda que fosse comum a degeneração dos princípios por parte das pessoas, George Williams continuou firme em seus propósitos de estender a palavra de Deus entre as pessoas. Continuava a trabalhar na escola dominical e aos poucos, um a um conseguiu reunir em seu quarto um pequeno grupo de empregados para meditação e oração. Este grupo foi crescendo e se agregaram a ele funcionários de outras lojas e fábricas de Londres, o que forçou a busca por um lugar mais amplo.
Aproveitando a crescente importância que o grupo obtinha junto às casas comerciais londrinas, George Williams, lutou pela melhoria das condições de trabalho, conseguindo uma razoável redução da carga horária de trabalho.
O crescente número de espectadores despertou em George Williams o interesse de criar um grupo especial que visitaria as casas comerciais de Londres onde desenvolveria suas atividades. Assim se marcou em maio de 1844 uma reunião para definir as características, metas e diretrizes desse grupo. Então foi realizada em 6 de junho de 1844 a reunião em que se fundou a Young Men's Christian Association (Associação Cristã de Moços) que trazia como objetivos primordiais “buscar a cooperação dos jovens cristãos para difundir o Reino de Deus entre os outros jovens” e “promover reuniões espirituais entre os demais estabelecimentos de Londres”.
Desde então, a vida de George Williams esteve intimamente ligada a YMCA. Ele participou de sua criação, de sua expansão, de seus tempos difíceis, etc.
Em 1905, se celebrou em Paris os 50 anos da Aliança Mundial das YMCA, nesta comemoração, George Williams, já debilitado, foi recebido com grande emoção, e com a ajuda de seu filho, Howard Williams, proferiu seu último discurso, que pode ser acompanhado no texto abaixo.
Jovens da França, eu quero dizer que se vocês querem levar uma vida feliz, útil e proveitosa, dêem seus corações a Deus, enquanto são jovens.
Meu último legado muito precioso é a Associação Cristão de Moços. Eu a deixo em suas mãos queridos jovens de todos os países, para que vocês a conservem e a divulguem. Espero que vocês sejam tão felizes como eu tenho sido e tenham mais êxito, pois isto significará bênçãos para suas próprias almas e para as almas de muitos outros.” (George Williams)
Sir George Williams faleceu na noite de 6 de novembro de 1905, sendo sepultado pouco mais de uma semana depois, em 14 de novembro desse mesmo ano. Seus restos mortais estão na cripta da Catedral de São Paulo (Londres).

## Desafio 21
- Compartilhar as boas novas de Jesus Cristo e lutar pelo bem estar espiritual, intelectual e físico das pessoas e integridade das comunidades como um todo.
- Propiciar condições para que todos, especialmente jovens e mulheres, assumam mais responsabilidades e liderança em todos os níveis e trabalhar em prol de uma sociedade mais justa.
- Defender e promover os direitos das mulheres e os direitos das crianças.
- Estimular o diálogo e parceria entre pessoas de diferentes credos e ideologias e reconhecer as peculiaridades culturais das pessoas, promovendo a ampliação dos seus horizontes culturais.
- Comprometer-se a trabalhar em solidariedade com os pobres, os despojados, desarraigados e minorias raciais, religiosas e étnicas oprimidas.
- Buscar ser mediadora e reconciliadora em situações de conflito e trabalhar em prol de uma significativa participação e progresso das pessoas para sua própria autodeterminação.
- Defender a criação de Deus de tudo que possa destruí-la e preservar e proteger os recursos da Terra para as futuras gerações.

(Desafio 21. Alemanha, 1998)

## A YMCA e o Futsal
O Futebol de Salão tem duas versões sobre o seu surgimento, há divergências quanto a sua invenção. Há uma versão que diz que o Futebol de Salão começou a ser jogado no Brasil por volta de 1940 por freqüentadores da Associação Cristã de Moços, em São Paulo, pois havia uma grande dificuldade em encontrar campos de futebol livres para poderem jogar e então começaram a jogar suas "peladas" nas quadras de basquete e hóquei. No inicio jogavam-se com cinco, seis ou sete jogadores em cada equipe mas logo definiram o número de cinco jogadores para cada equipe.
As bolas usadas eram de serragem, crina vegetal ou de cortiça granulada mas apresentavam o problema de saltarem muito e freqüentemente saiam da quadra de jogo. Então tiveram seu tamanho diminuído e seu peso aumentado. Por este fato o Futebol de Salão passou a ser chamado de "O Esporte da Bola Pesada".
Há também uma outra versão que reza que o Futebol de Salão foi inventado em 1931 na Associação Cristã de Moços de Montevidéu, Uruguai, pelo professor Juan Carlos Ceriani, que chamou o novo esporte de "Indoor-Foot-Ball".
Destaca-se em São Paulo o nome de Habib Maphuz, que muito trabalhou nos primórdios do Futebol de Salão no Brasil. O professor da ACM de São Paulo, Habib Maphuz no inicio dos anos cinquenta participou da elaboração das normas para a prática de várias modalidades esportivas, sendo uma delas o futebol jogado em quadras, tudo isto no âmbito interno da ACM Paulista.
Este mesmo salonista fundou a 1ª Liga de Futebol de Salão, a Liga de Futebol de Salão da Associação Cristã de Moços e após foi o 1º presidente da Federação Paulista de Futebol de Salão. Foi colaborador de Luiz Gonzaga de Oliveira Fernandes para a elaboração do 1º Livro de Regras de Futebol de Salão editada no mundo, em 1956.
Apesar das divergências, o que se conclui é que o Futebol de Salão, nasceu na Associação Cristã de Moços, na década de 30 em Montevidéu ou na década de 40 em São Paulo.

## A YMCA e o Dia das Mães
Em Filadélfia (EUA) vivia a senhorita Ana M. Jarvis. No ano 1911, faleceu sua mãe querida. No primeiro aniversário de sua morte, as amigas de Ana Jarvis expressaram o desejo de prestar uma homenagem à falecida.
A órfã concordou, estabelecendo, porém, uma condição: essa homenagem deveria ser extensiva a todas as mães falecidas e dela participariam todas as pessoas que, assim como ela, haviam passado pelo indesejável golpe de perder sua mãe.
Partiu de Ana Jarvis a ideia de que as pessoas se apresentassem nessa solenidade trazendo no peito uma flor branca, para as que não mais tivessem mãe, e vermelha, para quem tivesse a ventura gostosa de possui-la, ainda.
E assim foi feito. Na residência de Ana, no segundo domingo de maio de 1912, foi prestada a primeira homenagem coletiva ao amor materno.
Foi estabelecido que, anualmente nesse dia, houvesse tal comemoração, ao qual elas denominariam "Dia das Mães". A repercussão causada por essa solenidade foi de tal grandeza, que no ano seguinte o congresso norte Americano recomendava a oficialização do "Dia das mães".
A primeira comemoração oficial realizou-se no dia 1º de maio de 1913. No ano imediato o Presidente Wilson decretou a celebração do "Dia das Mães" no segundo domingo de maio, anualmente, em todo o território dos Estados Unidos.
Coube à Associação Cristã de Moços o privilégio de realizar essa comemoração pela primeira vez no Brasil. Foi assim que Frank Long, executivo fraternal americano na ACM de Porto Alegre - Rio Grande do Sul, tomou essa iniciativa no dia 12 de maio de 1918.